# 제1산악여단
제1산악여단(第一山岳旅團, 1st Mountain Brigade, 상징명칭: 태백부대)는 대한민국 육군의 산악특수임무부대. 제3군단 소속이다. 강원특별자치도 동해시에 있는 대한민국 육군여단으로 산악전에 특화된 특수부대이다. 주 임무는 기습 침투 및 국지도발을 수행하는 북한 특수작전부대를 차단 및 격멸하는 것으로 알려져 있다.

## 역사
2021년 12월 1일 창설되었으며, 예하에 여단 직할대 및 3개 산악대대를 두고 있다.

## 부대
- 여단본부 (본부중대 및 참모부)
- 제1산악대대[1]
- 제2산악대대[2]
- 제3산악대대[3]
- 여단 직할대

## 소속
1. 제8군단, 2021년
2. 제3군단, 2023년